# 武藤ヨシヒロ
武藤 ヨシヒロ、武藤 賀洋（むとう ヨシヒロ、1973年12月28日 - ）とは、神奈川県横浜市出身の演出家・声優。現在は本名の武藤賀洋で舞台演出の活動を行っている。声優としては武藤ヨシヒロ名義で活動していた。日本演出者協会会員。ESPパフォーマンスビレッジ声優タレント科の講師も務める。

## 略歴
勝田声優学院卒業後、アトリエピーチに所属。その後、東京・横浜を中心に舞台演出を行う。2002年劇団しろくろ旗揚げ、主宰となる。2006年劇団しろくろ活動停止。同年、原宿パフォーマンスビレッジ講師（現ESPパフォーマンスビレッジ）に着任。

## 出演作品

### ゲーム
- 君の気持ち、僕のこころ
- 化石の歌
- 有限会社地球防衛隊
- モンモンタウンのケンチャコ大冒険